# Lucinda Brand
Pour les articles homonymes, voir Brand.
Lucinda Brand, née le 2 juillet 1989 à Dordrecht, est une coureuse cycliste néerlandaise, membre de l'équipe Trek-Segafredo sur route et de l'équipe Baloise Trek Lions en cyclo-cross. Avec l'équipe AA Drink-Leontien.nl, elle a obtenu la médaille de bronze du championnat du monde du contre-la-montre par équipes en 2012. Elle est championne des Pays-Bas sur route 2013 et 2015. En 2014, elle remporte le Grand Prix de Plouay, manche de Coupe du monde. Elle devient championne du monde de cyclo-cross en 2021, puis remporte le classement général des coupes du monde de cyclo-cross 2020-2021, 2021-2022 et 2024-2025.

## Biographie

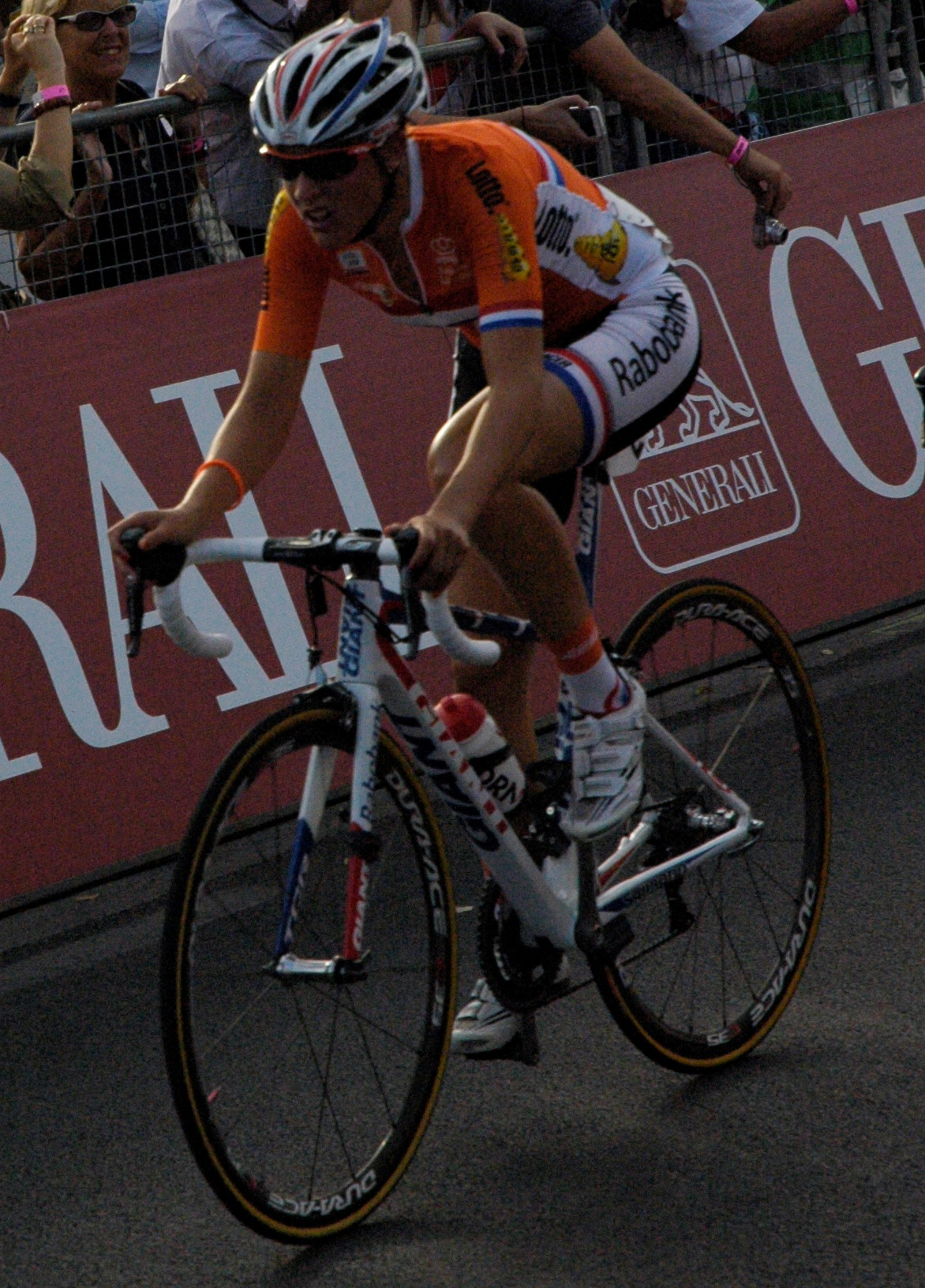
Aux championnats du monde sur route 2013

Lucinda est la fille de Fred, lui-même coureur amateur dans les années 1980.

### 2013
En 2013, elle devient championne des Pays-Bas sur route.

### 2014
Aux championnats des Pays-Bas sur route, elle s'échappe à trente kilomètres de l'arrivée. Dans le final, sa coéquipière Iris Slappendel sort du peloton. Elle revient sur Lucinda Brand et la dépasse. Lucinda Brand doit se contenter de la médaille d'argent.
Au Grand Prix de Plouay, dans le dernier tour du grand circuit, Lucinda Brand s'échappe avec Tiffany Cromwell et Emma Johansson. Elles se font toutefois reprendre avant le début de l'ultime tour réalisé sur le petit circuit. Le groupe des favorites n'est composé que de dix coureuses dont quatre de la formation Rabo Liv Women. Les accélérations successives dans les ascensions viennent à bout de Lucinda Brand qui se retrouve décrochée. Elle revient néanmoins dans une descente et attaque immédiatement. Ses coéquipières empêchant toute chasse organisée, la Néerlandaise voit son avance s'accroître de manière définitive aux alentours de quarante secondes. Elle s'impose donc en solitaire,.

### 2015
En 2015, à l'Energiewacht Tour, Lucinda Brand est quatrième du sprint de la première étape. L'équipe est troisième du contre-la-montre par équipes à trente secondes de Velocio-SRAM. Lucinda Brand remporte l'étape suivante au sprint, puis se classe deuxième le lendemain.
Au Festival luxembourgeois du cyclisme féminin Elsy Jacobs, elle est quatrième du contre-la-montre inaugural puis troisième du classement général au terme de l'épreuve,.
Au Tour d'Italie, dans le prologue inaugural, Lucinda Brand est deuxième. Elle se classe deuxième au sprint de la première étape derrière Barbara Guarischi mais s'empare du maillot de leader du classement par points. Lucinda Brand prend la bonne échappée sur la troisième et s'impose au sprint. Lors de la septième étape qui comporte plusieurs cols, elle mène au bout une longue échappée solitaire.

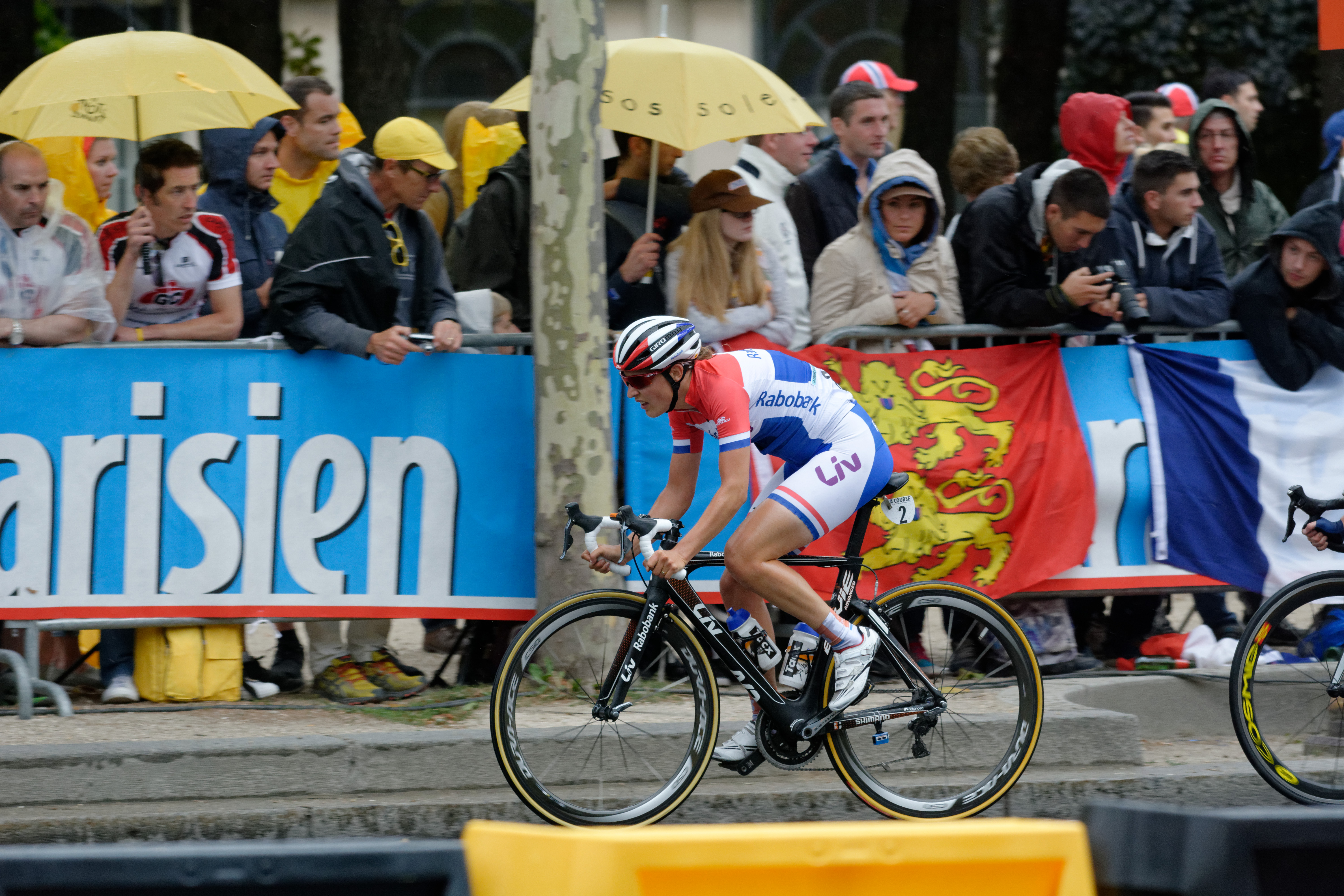
Lucinda Brand durant la course by Le Tour de France 2015

En septembre, à l'Holland Ladies Tour, Lucinda Brand est troisième du sprint de la première étape, puis deuxième de celui de la deuxième étape, à chaque fois battue par Jolien D'Hoore. Elle est quatrième de l'étape suivante, surtout elle réalise le quatrième temps lors du contre-la-montre. Elle est alors deuxième du classement général, une seconde derrière Lisa Brennauer. Lucinda Brand finit sixième de la cinquième étape. Dans la dernière étape, elle joue son va-tout en accélérant dans la montée du Cauberg juste avant l'arrivée. Elle ne parvient cependant pas à s'imposer et termine quatrième de l'étape et du deuxième classement général de l'épreuve. Elle remporte également le classement par points.

### 2016

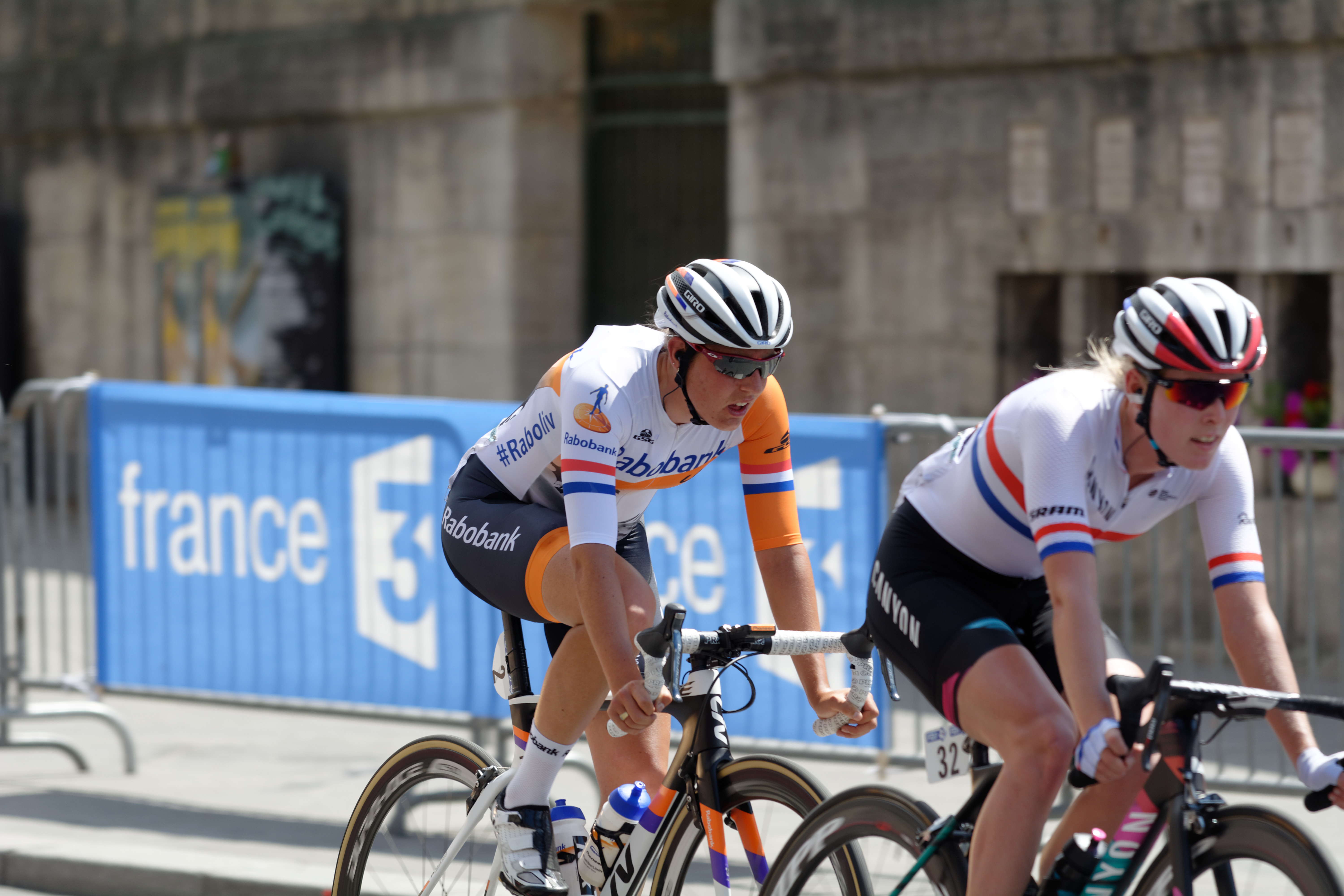
Durant la course by Le Tour de France 2016

À Gand-Wevelgem, elle termine deuxième du sprint du peloton soit troisième de la course.
En août, elle remporte l'Erondegemse Pijl. Au Tour de Norvège, elle gagne la deuxième étape échappée et s'empare de la tête du classement général. Le lendemain, Anouska Koster remporte le sprint. Lucinda Brand inscrit son nom au palmarès devant Thalita de Jong et Anouska Koster.
Au Tour de Belgique, elle est quatrième du prologue. Le lendemain, Lucinda Brand s'impose au sprint massif devant Barbara Guarischi et Marianne Vos. Par le jeu des bonifications, elle s'empare de la tête du classement général. Marianne Vos gagne la deuxième étape au sprint et s'empare à son tour du maillot doré. Pourtant, ni Marianne Vos, ni Lucinda Brand ne parviennent à suivre Annemiek van Vleuten lors de la dernière étape qui se court à Grammont. Lucinda Brand est troisième du classement général final.

### 2017
Au Circuit Het Nieuwsblad, Ellen van Dijk et Elisa Longo Borghini s'échappent après le passage du Paterberg. Le Molenberg permet à un nouveau groupe de poursuite de prendre le large. Il comprend Lotte Kopecky, Lucinda Brand, Chantal Blaak, Annemiek van Vleuten et Amanda Spratt. La jonction avec la tête s'opère à seize kilomètres de l'arrivée.  À sept kilomètres de l'arrivée, Lucinda Brand pourtant bonne sprinteuse, profitant du surnombre de l'équipe Sunweb, attaque. Elle s'impose en solitaire.
Aux Strade Bianche, une sélection s'opère dans l'avant-dernier secteur gravier et seules cinq coureuses sont en tête : Elisa Longo Borghini, Elizabeth Deignan, Katarzyna Niewiadoma rejointes immédiatement par Annemiek van Vleuten et Katrin Garfoot. En l'absence d'information de course, les cinq coureuses se font surprendre par le retour de Lucinda Brand et Shara Gillow à trois kilomètres de l'arrivée. Les deux athlètes attaquent immédiatement et obtiennent une avance de quelques secondes au pied de la montée finale. Les cinq poursuivantes recollent cependant dans la partie la plus pentue de la Via Santa Caterina. Lucinda Brand se classe quatrième. Au Tour de Drenthe, sur le circuit urbain, Lucinda Brand est présente dans l'échappée décisive avec Amalie Dideriksen, Elena Cecchini et Elisa Longo Borghini. Elle lance trop tôt son sprint et termine troisième. Elle se classe également quatrième du sprint d'À travers les Flandres.

### 2018

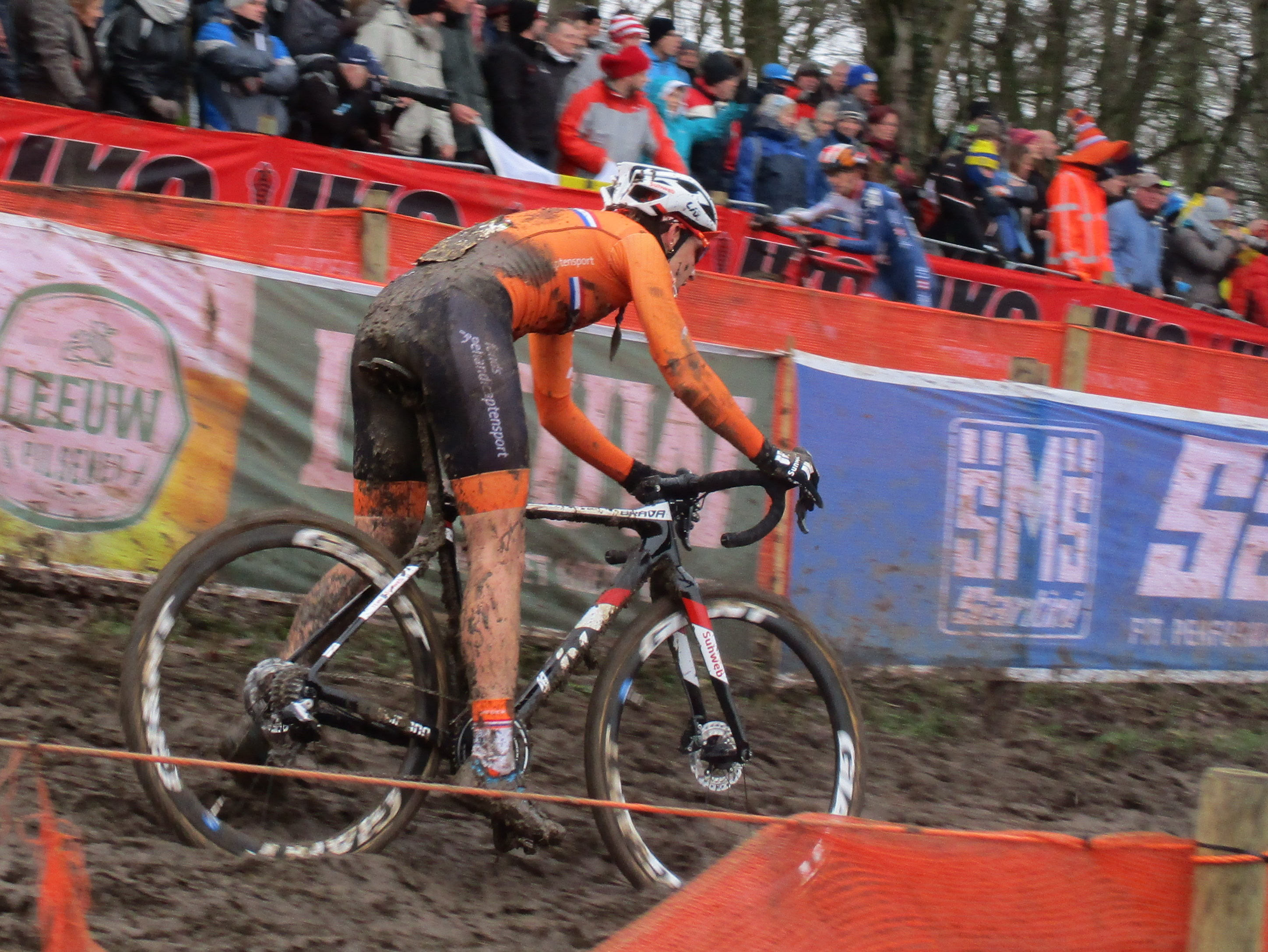
Aux championnats du monde de cyclo-cross

Au championnat du monde de cyclo-cross, Lucinda Brand longtemps quatrième accélère durant la course et finit troisième.
À l'Amstel Gold Race , le passage du Keutenberg au kilomètre cinquante-quatre provoque une sélection. Un groupe de huit coureuses se forme à son sommet et le reste du peloton est divisé en deux. Le groupe de tête comprend notamment Lucinda Brand. L'avantage de l'échappée monte alors à deux minutes trente. Dans l'avant-dernière montée du Cauberg, Chantal Blaak accélère et n'est suivie que par Alexis Ryan puis par Amanda Spratt. Derrière, Brand, Cordon et Markus allient leurs forces et reviennent sur la tête. Dans la dernière montée du Cauberg, Lucinda Brand est la première à accélérer. Amanda Spratt enchaîne. Chantal Blaak prend les roues. Les trois athlètes abordent la dernière ligne droite ensemble. Amanda Spratt ouvre la route, Lucinda Brand lance le sprint mais est rapidement dépassée par Chantal Blaak qui s'impose facilement,.
Au Tour de Thuringe, elle est à l'attaque sur la troisième étape. Elle est huitième du classement général, à l'issue de la sixième étape. Elle profite néanmoins de sa troisième place lors du contre-la-montre final pour monter sur la troisième marche du podium.

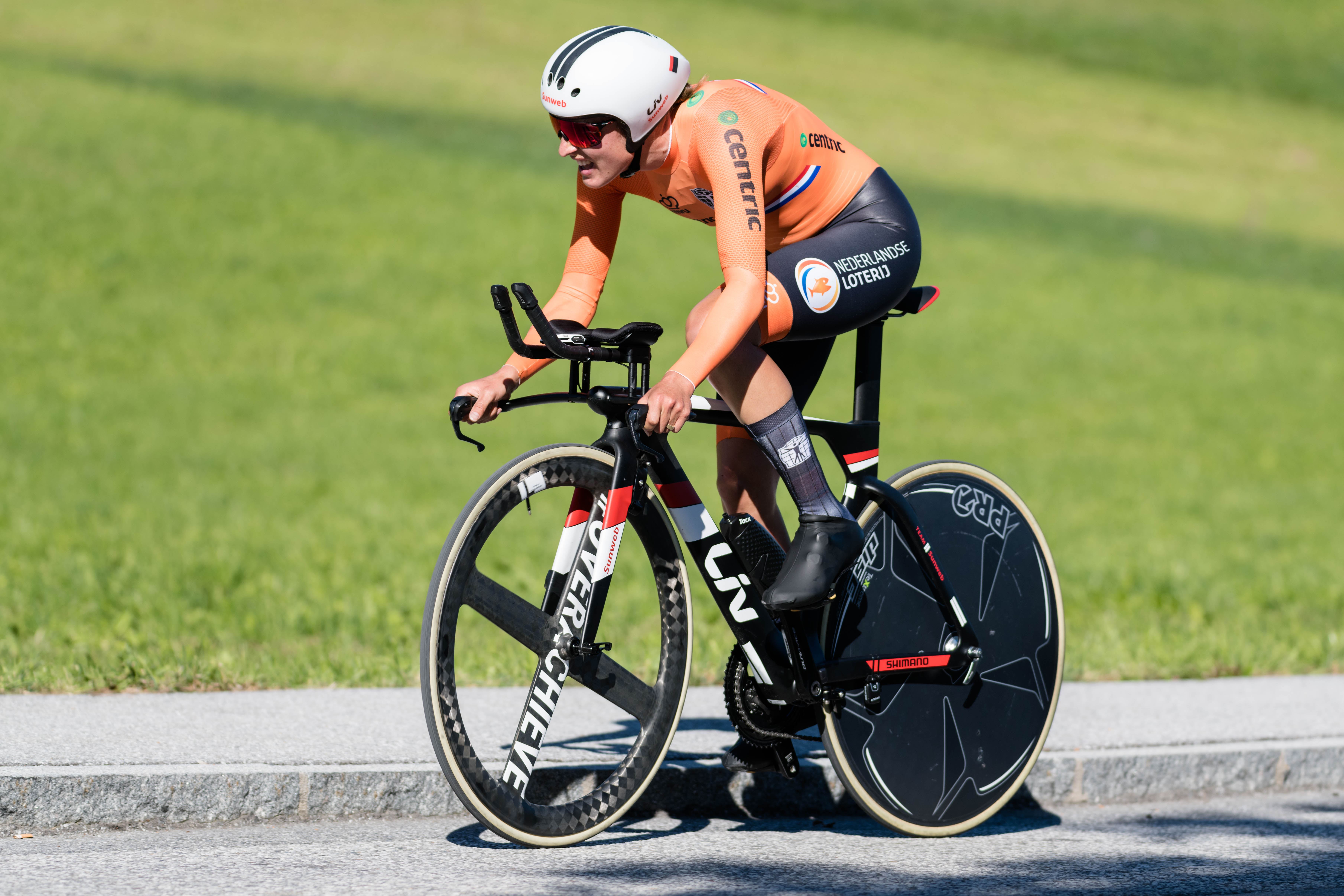
Aux championnats du monde du contre-la-montre

Au Tour d'Italie, la formation Sunweb remporte le contre-la-montre par équipes inaugural,. Lors de la deuxième étape, Lucinda Brand se pare à son tour de la tunique de leader. Sur la cinquième étape, Lucinda Brand fait partie de l'échappée matinale. Lors de la première arrivée au sommet, Lucinda Brand termine neuvième et devient quatrième du classement général. Elle est ensuite troisième du contre-la-montre en côte,. Seules quelques secondes séparent alors la deuxième de la quatrième du classement général. Sur la huitième étape, la Néerlandaise remporte le premier sprint intermédiaire. Dans la descente de la dernière côte, elle part avec Marianne Vos et Elisa Longo Borghini. Elle est troisième de l'étape et remonte ainsi à la deuxième place du classement général,. Sur le Zoncolan, elle se classe sixième, mais redescend à la quatrième place du classement général. Lors de l'ultime étape, Lucinda Brand règle le groupe de poursuivantes derrière Annemiek van Vleuten,. Elle est finalement quatrième du classement général.
Aux championnats du monde du contre-la-montre, elle se classe sixième,. Elle est ensuite neuvième de la course en ligne,,.
Lucinda est très active en cyclo-cross et remporte notamment deux manches de Coupe du monde.

### 2019

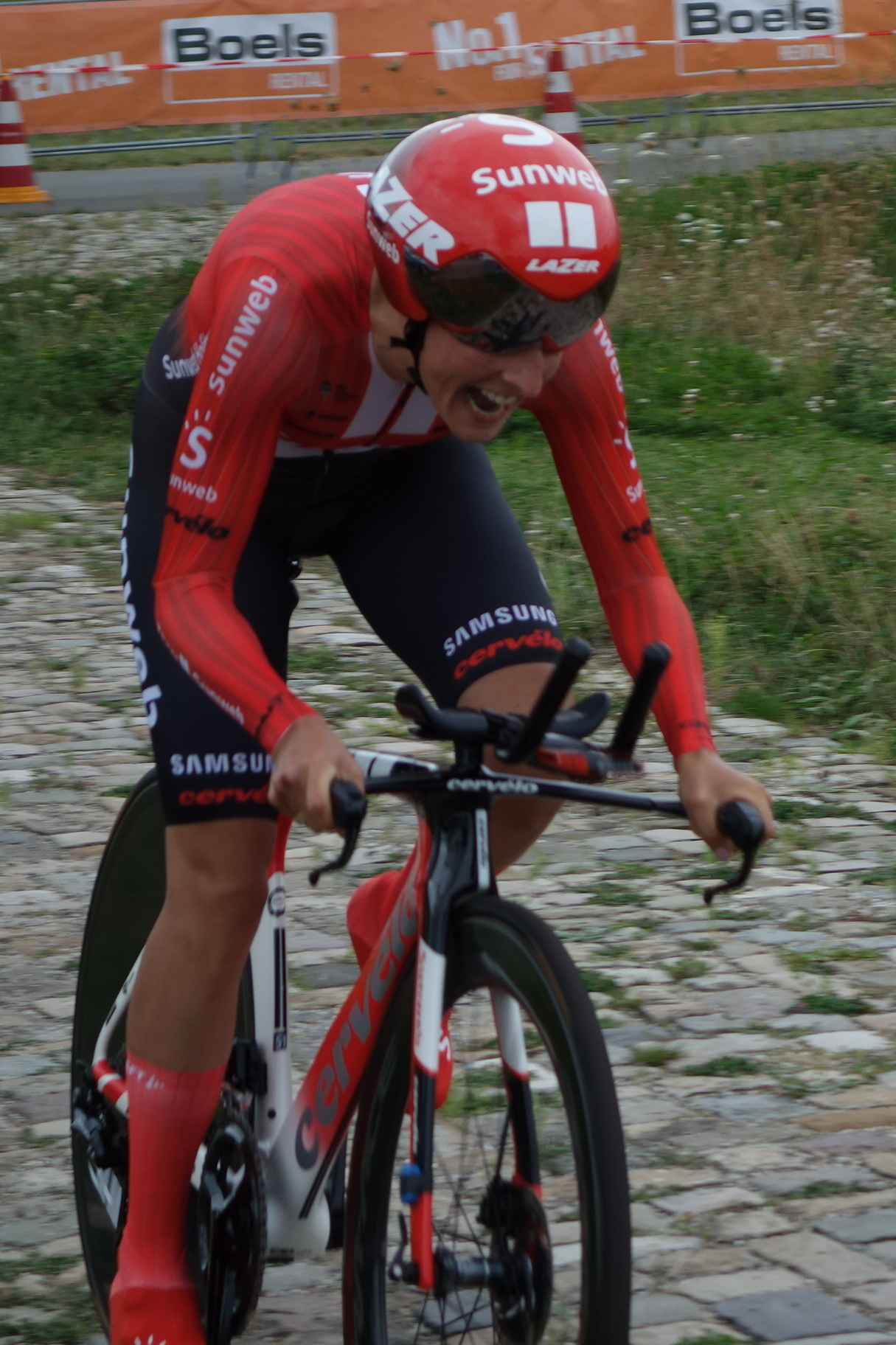
Au Boels Ladies Tour 2019

Après avoir remporté le championnats des Pays-Bas de cyclo-cross, Lucinda Brand se présente comme une des favorites du championnat du monde. Elle rate quelque peu son départ et remonte progressivement. Elle se classe deuxième derrière Sanne Cant.
Elle est troisième d'À travers les Flandres.
Au Tour d'Italie, Lucinda Brand est troisième de la deuxième étape qui se conclut par un sprint en côte. Lors de l'étape reine, Lucinda Brand se classe deuxième de l'étape à près de trois minutes de Van Vleuten. Sur le contre-la-montre, elle se classe quatrième, une minute cinquante derrière Van Vleuten. Sur la septième étape, Lucinda Brand est à l'attaque mais sans résultat. Le lendemain, après la côte de De Pala Barzana et l'échappée d'Annemiek van Vleuten, Lucinda Brand part en poursuite. La mauvaise coopération provoque néanmoins un regroupement. Dans l'arrivée au sommet de la neuvième étape, après avoir résisté un temps à l'accélération d'Anna van der Breggen et de Van Vleuten, Lucinda Brand perd prise. Elle finit avec Juliette Labous à trois minutes de la tête. Sur la dernière étape, Lucinda Brand est deuxième du sprint derrière Marianne Vos. Au classement général, Lucinda Brand est sixième. 
Lors du contre-la-montre individuel des championnats d'Europe, Lucinda Brand prend la troisième place. Au Boels Ladies Tour, Lucinda Brand est troisième du prologue. Sur la deuxième étape, Brand se classe troisième du sprint. Sur l'ultime étape, Lucinda Brand et Annemiek van Vleuten attaquent. Dans les vingt-cinq derniers kilomètres, Brand s'isole en tête. Elle est reprise à sept kilomètres du but, mais parvient néanmoins à prendre la troisième place du sprint. Elle est quatrième du classement général et meilleure grimpeuse. Sur La Madrid Challenge by La Vuelta, elle est deuxième du contre-la-montre de la première étape. Le lendemain, la bataille fait rage pour les bonifications entre Lisa Brennauer de la formation WNT et Lucinda Brand. Cette dernière doit se contenter de la deuxième place.

### 2020
Après avoir signé avec la Trek-Segafredo pour les compétitions sur route et Telenet-Baloise Lions pour le cyclo-cross, Lucinda annonce vouloir faire l'impasse sur les épreuves sur route, mis à part Paris-Roubaix, afin de se concentrer sur le cyclo-cross.
En début d'année, Lucinda Brand gagne la manche de Coupe du monde de Hoogerheide. Elle prend la médaille de bronze aux championnats du monde.
En fin d'année, elle remporte les manches de Coupe du monde de Tábor, Namur et Termonde. En Superprestige, elle gagne à Niel, Merksplas, Boom, Gavere et Zolder.

### 2021

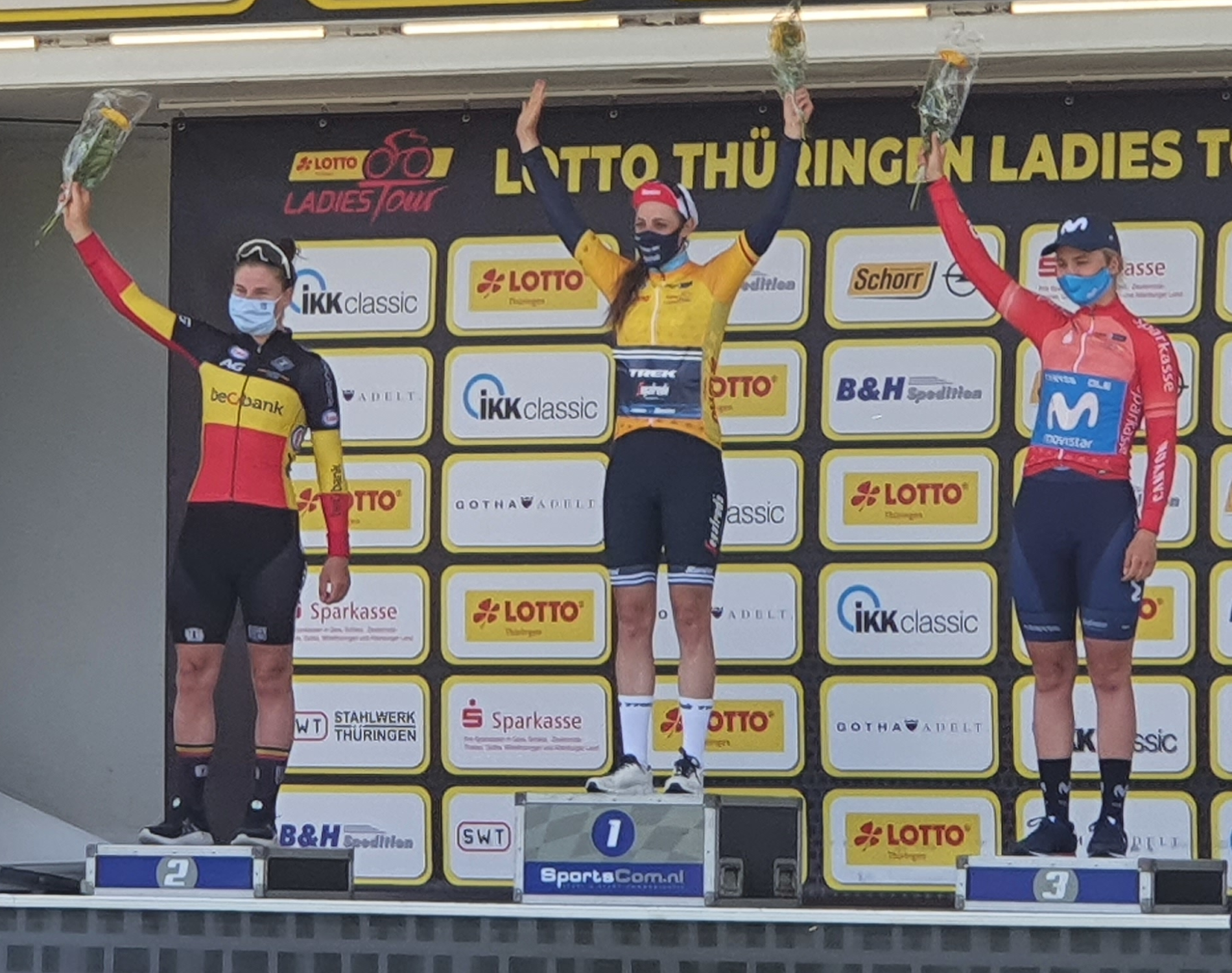
Lucinda Brand vainqueur du Tour de Thuringe

Début 2021, elle remporte le classement général de la Coupe du monde, une course avant la fin de cette compétition, après avoir notamment remporté les trois premières manches.
Puis le 30 janvier 2021, elle devient championne du monde de cylo-cross pour la première fois, après avoir terminé sur le podium lors des 3 précédentes éditions.
En début de saison, elle est deuxième des manches de Coupe du monde de Hulst et Overijse. Elle devient pour la première fois championne du monde.
À la Flèche wallonne, Lucinda Brand fait partie d'un trio d'échappée lors du premier passage du mur de Huy. Elles sont toutefois reprises par le peloton lors de l'ascension de la côte d'Ereffe. À Liège-Bastogne-Liège, dans la côte de la Redoute, Ashleigh Moolman-Pasio accélère. Elle est rejointe par Cecilie Uttrup Ludwig et Lucinda Brand. L'avance du trio oscille autour de la vingtaine de secondes. Elles sont reprises avant la côte de la Roche aux Faucons. 
En mai, elle est quatrième du GP Ciudad de Eibar. Au Tour de Thuringe, Lucinda Brand revient sur l'avant dans la première étape. Au sprint, elle est deuxième derrière Emma Norsgaard Jørgensen. Sur la troisième étape, au kilomètre soixante-quinze, dans la côte de Gahma, Lucinda Brand et Liane Lippert attaquent. Elles reviennent sur la tête à seize kilomètres de l'arrivée. À la flamme rouge, Lucinda Brand passe à l'offensive pour aller gagner seule. Le lendemain, dans l'Hanka-Berg, Lucinda Brand est deuxième derrière Lotte Kopecky. La Néerlandaise prend la tête du classement général. Sur la difficile cinquième étape, la dernière d'Hottelstedt provoque l'éparpillement du peloton. Peu avant le sommet de la dernière difficulté non référencée, Lucinda Brand place une puissante attaque pour aller s'imposer seule,. Elle est sixième de la dernière étape et garantit ainsi sa victoire finale.
Au Tour d'Italie, perdant seize minutes sur la deuxième étape et donc ses espoirs au classement général, elle se montre active et remport le maillot de la meilleure grimpeuse,.
Au Tour de l'Ardèche, sur l'ultime étape, Lucy Kennedy attaque. Elle est suivie par Lucinda Brand et Jeanne Korevaar. Leur avance maximale est d'une minute cinquante. Dans la dernière montée, Lucinda Brand attaque pour aller s'imposer devant Jeanne Korevaar. Aux championnats du monde sur route, Lucinda Brand et Rachel Neylan jouent leur vatout à sept kilomètres de la ligne dans le Decouxlaan, mais Annemiek van Vleuten provoque le regroupement.

### 2024
En cyclo-cross, Lucinda Brand finit sept fois deuxième dans les épreuves du X²O Badkamers Trofee, à chaque fois derrière  Fem van Empel avant de s'imposer sur la dernière manche. Elle gagne également le championnat des Pays-Bas. Elle gagne aussi à Middelkerke en Superprestige. Tandis qu'elle termine troisième du classement général de la Coupe du monde après deux victoires en décembre.
Au Tour de Burgos, sur la dernière étape, à mi-étape, Lucinda Brand revient sur l'échappée et la distance. Demi Vollering la dépasse dans la dernière difficulté, mais Brand conserve jusqu'au bout la deuxième place. Elle remporte À travers le Hageland. Elle est cinquième de la sixième étape du Tour de France.
En cyclo-cross, Lucinda Brand se montre très régulière. En Coupe du monde, elle s'impose à Dublin, est deuxième à Anvers, Namur, Hulst et Gavere, ainsi que troisième à Zonhoven. En Superprestige, elle gagne à Overijse et Diegem, et est deuxième à Niel, Merksplas et Mol, ainsi que troisième à Ruddervoorde.

### 2025
Fin janvier 2025, Lucinda Brand s'impose pour la vingtième fois dans une manche de Coupe du monde de cyclo-cross lors du Grand Prix Adrie van der Poel et remporte le classement général de la Coupe du monde de cyclo-cross pour la troisième fois de sa carrière. Elle s'impose également sur le Superprestige, dont elle remporte trois manches. D'une régularité exceptionnelle, elle parvient à terminer sur le podium de chacune des manches de ces deux compétitions.

## Style
Lucinda Brand a la réputation d'être une des meilleures descendeuses du peloton. En 2015, son directeur sportif Koos Moerenhout dit à son propos « Elle descend de manière si agressive que personne ne peut la suivre. Elle a une superbe prise de virage et absolument aucune peur, ».

## Palmarès sur route

### Par années
- 2009
  - 8e du contre-la-montre par équipes de l'Open de Suède Vårgårda
- 2010
  - 4e du contre-la-montre par équipes de l'Open de Suède Vårgårda
- 2011
  - 2e du contre-la-montre par équipes de l'Open de Suède Vårgårda
  -  Médaillée de bronze du championnat d'Europe sur route espoirs
  - 9e du championnat d'Europe du contre-la-montre espoirs
  - 10e du Trofeo Alfredo Binda-Comune di Cittiglio
- 2012
  - 3e étape du Tour féminin en Limousin
  - 3e étape de la Route de France
  -  Médaillée de bronze au championnat du monde du contre-la-montre par équipes
  - 3e du championnat des Pays-Bas sur route
  - 4e de la Flèche wallonne
  - 4e du contre-la-montre par équipes de l'Open de Suède Vårgårda
  - 9e du Tour of Chongming Island World Cup
- 2013
  -  Championne des Pays-Bas sur route
  -  Médaillée d'argent au championnat du monde du contre-la-montre par équipes
  - 2e du contre-la-montre par équipes de l'Open de Suède Vårgårda
  - 3e du Circuit de Borsele
  - 3e du Trophée d'or
  - 6e du Grand Prix de Plouay
- 2014
  - Energiewacht Tour :
    - Classement général
    - 4e étape

  - Grand Prix de Plouay
  - 2e étape du Lotto-Belisol Belgium Tour (contre-la-montre par équipes)
  - 2e du championnat des Pays-Bas sur route
  - 2e du contre-la-montre par équipes de l'Open de Suède Vårgårda
  - 9e de la course en ligne de l'Open de Suède Vårgårda
- 2015
  -  Championne des Pays-Bas sur route
  - 2e étape secteur b de l'Energiewacht Tour
  - 3e et 7e étapes du Tour d'Italie
  - Contre-la-montre par équipes de l'Open de Suède Vårgårda
  - 2e du Tour de Bochum
  - 2e de l'Holland Ladies Tour
  -  Médaillée de bronze du championnat du monde du contre-la-montre par équipes
  - 3e du Festival luxembourgeois du cyclisme féminin Elsy Jacobs
  - 4e du Tour de Drenthe
  - 4e de la course en ligne de l'Open de Suède Vårgårda
- 2016
  - Erondegemse Pijl
  - Tour de Norvège :
    - Classement général
    - 2e étape

  - 1re étape du Tour de Belgique
  - 3e de Gand-Wevelgem
  - 3e du Tour de Belgique
  - 4e de la RideLondon-Classique
- 2017
  -  Championne du monde du contre-la-montre par équipes
  - Circuit Het Nieuwsblad
  - 8e étape du Tour d'Italie
  - 3e du Tour de Drenthe
  - 4e du championnat d'Europe du contre-la-montre
  - 4e des Strade Bianche
  - 7e du Tour d'Italie
- 2018
  - 1re étape du Tour d'Italie (contre-la-montre par équipes)
  - Contre-la-montre par équipes du Tour de Norvège
  - 2e de l'Amstel Gold Race
  - 2e du contre-la-montre par équipes de l'Open de Suède Vårgårda
  -  Médaillée de bronze du championnat du monde du contre-la-montre par équipes
  - 3e du championnat des Pays-Bas du contre-la-montre
  - 3e du Tour de Thuringe
  - 4e du Tour d'Italie
  - 6e du championnat du monde du contre-la-montre
  - 9e du championnat du monde sur route
  - 10e du Tour de Norvège
- 2019
  -  Championne du monde du contre-la-montre par équipes en relais mixte
  - 2e de La Madrid Challenge by La Vuelta
  - 3e du championnat d'Europe du contre-la-montre
  - 3e d'À travers les Flandres
  - 3e du contre-la-montre par équipes de l'Open de Suède Vårgårda
  - 4e de La course by Le Tour de France
  - 4e du Boels Ladies Tour
  - 5e de Liège-Bastogne-Liège
  - 6e du Tour d'Italie
  - 8e du championnat du monde du contre-la-montre
  - 9e du Tour des Flandres
- 2021
  - Tour de Thuringe : 
    - Classement général
    - 3e et 5e étapes

  - 1re étape du Tour d'Italie (contre-la-montre par équipes)
  - 7e étape du Tour cycliste féminin international de l'Ardèche
  - 9e de Liège-Bastogne-Liège
  - 9e du Tour de Norvège
- 2022
  - Tour de Suisse :
    - Classement général
    - 1re et 4e étapes

  - 1re étape du Ceratizit Challenge by La Vuelta (contre-la-montre par équipes)
  - 3e de Paris-Roubaix
  - 8e du Tour de Scandinavie
- 2023
  - Baloise Ladies Tour : 
    - Classement général
    - 4e étape (contre-la-montre)
- 2024
  - À travers le Hageland
  - 4e étape du Tour de Thuringe
  - 8e du Tour de France

### Classements mondiaux
| Année                                 | 2009 | 2010 | 2011 | 2012 | 2013 | 2014 | 2015 | 2016 | 2017 | 2018 | 2019 | 2020 | 2021 | 2022 | 2023 | 2024 |
| ------------------------------------- | ---- | ---- | ---- | ---- | ---- | ---- | ---- | ---- | ---- | ---- | ---- | ---- | ---- | ---- | ---- | ---- |
| Classement UCI                        | 168e | 104e | 47e  | 44e  | 26e  | 30e  | 10e  | 20e  | 22e  | 20e  | 12e  | 616e | 29e  | 36e  | 102e | 71e  |
| Coupe du monde                        | 62e  | 25e  | 21e  | 16e  | 11e  | 13e  | 5e   |      |      |      |      |      |      |      |      |      |
| UCI World Tour                        |      |      |      |      |      |      |      | 24e  | 23e  | 15e  | 8e   | nc   | 56e  | 39e  | 104e | 87e  |
|                                       |      |      |      |      |      |      |      |      |      |      |      |      |      |      |      |      |
| Légende : nc = non classéSource : UCI |      |      |      |      |      |      |      |      |      |      |      |      |      |      |      |      |

### Résultats sur les grands tours

#### Tour de France
3 participations : 
- 2023 : 52e
- 2024 : 8e
- 2025 : 47e

#### Tour d'Italie
14 participations :
- 2010 : 35e
- 2011 : 15e
- 2012 : 21e
- 2013 : 32e
- 2014 : 22e
- 2015 : 14e, vainqueur des 3e étape et 7e étape
- 2016 : 62e
- 2017 : 7e, vainqueur de la 8e étape
- 2018 : 4e, vainqueur de la 1re étape (contre-la-montre par équipes)
- 2019 : 6e
- 2021 : 31e, vainqueur de la 1re étape (contre-la-montre par équipes) et  vainqueure du classement de la montagne
- 2022 : 17e
- 2024 : 57e
- 2025 : 60e

## Palmarès en cyclo-cross
- 2016-2017
  - Kiremko Nacht van Woerden,  Woerden
  -  Médaillée d'argent du championnat d'Europe de cyclo-cross
  - 2e du championnat des Pays-Bas de cyclo-cross
  - 4e du championnat du monde de cyclo-cross
- 2017-2018
  -  Championne des Pays-Bas de cyclo-cross
  - Zilvermeercross, Mol
  - SOUDAL Classics-Waaslandcross, Saint-Nicolas
  -  Médaillée d'argent du championnat d'Europe de cyclo-cross
  -   Médaillée de bronze du championnat du monde de cyclo-cross
- 2018-2019
  -  Championne des Pays-Bas de cyclo-cross
  - Coupe du monde de cyclo-cross #4, Tábor
  - Coupe du monde de cyclo-cross #6, Namur
  - Coupe du monde de cyclo-cross #9, Hoogerheide
  - Druivencross, Overijse
  - IJsboerke Ladies Trophy #5, Loenhout
  - Brico Cross Bredene, Bredene
  -  Médaillée d'argent du championnat du monde de cyclo-cross
- 2019-2020
  - Coupe du monde de cyclo-cross #6, Namur
  - Coupe du monde de cyclo-cross #7, Heusden-Zolder
  - Coupe du monde de cyclo-cross #9, Hoogerheide
  - Rectavit Series Jaarmarktcross, Niel
  - Trophée des AP Assurances #3, Courtrai
  -   Médaillée de bronze du championnat du monde de cyclo-cross
  - 3e du championnat des Pays-Bas de cyclo-cross
- 2020-2021
  -  Championne du monde de cyclo-cross
  - Classement général de la Coupe du monde
    - Coupe du monde de cyclo-cross #1, Tábor
    - Coupe du monde de cyclo-cross #2, Namur
    - Coupe du monde de cyclo-cross #3, Termonde

  - Classement général du Superprestige
    - Superprestige #3, Niel
    - Superprestige #4, Merksplas
    - Superprestige #5, Boom
    - Superprestige #6, Gavere
    - Superprestige #7, Zolder

  - Classement général du X²O Badkamers Trofee
    - X²O Badkamers Trofee #2, Courtrai

  - Ethias Cross - Polderscross, Kruibeke
  - Zilvermeercross, Mol
  -  Médaillée de bronze du championnat d'Europe de cyclo-cross
- 2021-2022
  -  Championne d'Europe de cyclo-cross
  - Classement général de la Coupe du monde
    - Coupe du monde de cyclo-cross #2, Fayetteville
    - Coupe du monde de cyclo-cross #6, Tábor
    - Coupe du monde de cyclo-cross #8, Besançon
    - Coupe du monde de cyclo-cross #12, Namur
    - Coupe du monde de cyclo-cross #13, Termonde
    - Coupe du monde de cyclo-cross #14, Hulst

  - Classement général du Superprestige
    - Superprestige #1, Gieten
    - Superprestige #3, Niel
    - Superprestige #4, Merksplas
    - Superprestige #5, Boom
    - Superprestige #6, Heusden-Zolder
    - Superprestige #8, Gavere

  - Classement général du X²O Badkamers Trofee
    - X²O Badkamers Trofee #2, Courtrai
    - X²O Badkamers Trofee #3, Loenhout
    - X²O Badkamers Trofee #4, Baal
    - X²O Badkamers Trofee #5, Herentals
    - X²O Badkamers Trofee #6, Hamme
    - X²O Badkamers Trofee #7, Lille

  - Ethias Cross - Waaslandcross, Saint-Nicolas
  -  Médaillée d'argent du championnat du monde de cyclo-cross
  - 2e du championnat des Pays-Bas de cyclo-cross
- 2022-2023
  - Exact Cross - Berencross, Meulebeke
  - 2e du X²O Badkamers Trofee
  -  Médaillée de bronze du championnat du monde de cyclo-cross
  - 7e de la Coupe du monde
- 2023-2024
  -  Championne des Pays-Bas de cyclo-cross
  - Coupe du monde de cyclo-cross #5, Dublin
  - Coupe du monde de cyclo-cross #6, Flamanville
  - Exact Cross #3, Mol
  - Exact Cross #7, Saint-Nicolas
  - Superprestige #8, Middelkerke
  - X²O Badkamers Trofee #8, Bruxelles
  - Internationale Sluitingsprijs, Oostmalle
  -  Médaillée d'argent du championnat du monde de cyclo-cross
  - 2e du X²O Badkamers Trofee
  - 3e de la Coupe du monde
- 2024-2025
  - Classement général de la Coupe du monde
    - Coupe du monde de cyclo-cross #2, Dublin
    - Coupe du monde de cyclo-cross #9, Termonde
    - Coupe du monde de cyclo-cross #12, Hoogerheide

  - Classement général du Superprestige
    - Superprestige #2, Overijse
    - Superprestige #6, Diegem
    - Superprestige #7, Gullegem

  - Classement général du X²O Badkamers Trofee
    - X²O Badkamers Trofee #2, Lokeren
    - X²O Badkamers Trofee #7, Lille

  - Kiremko Nacht van Woerden, Woerden
  - Exact Cross #7, Saint-Nicolas
  - Internationale Sluitingsprijs, Oostmalle
  -  Médaillée d'argent du championnat du monde de cyclo-cross
  -  Médaillée de bronze du championnat d'Europe de cyclo-cross

### Classements
| Épreuve / Édition        | 2016/2017 | 2017/2018 | 2018/2019 | 2019/2020 | 2020/2021 | 2021/2022 | 2022/2023 | 2023/2024 | 2024/2025 |
| Championnats du monde    | 4e        | 3e        | 2e        | 3e        | 1er       | 2e        | 3e        | 2e        | 2e        |
| Coupe du monde           | 13e       | 33e       | 11e       | 7e        | 1er       | 1er       | 7e        | 3e        | 1er       |
| Championnat d'Europe     | 2e        | 2e        | abs.      | abs.      | 3e        | 1er       | abs.      | abs.      | 3e        |
| Championnat des Pays-Bas | 2e        | 1er       | 1er       | 3e        | annulé    | 2e        | 6e        | 1er       | abs.      |
| Superprestige            | 16e       | 20e       | 23e       | abs.      | 1er       | 1er       | 8e        | 12e       | 1er       |
| Trophée X2O Badkamers    | 18e       | 21e       | 19e       | 16e       | 1er       | 1er       | 2e        | 2e        | 1er       |